# Тихонов, Владимир Иванович
Владимир Иванович Тихонов (1924—1997) — советский государственный и хозяйственный деятель.

## Биография
Родился в 1924 году. Член КПСС.
Участник Великой Отечественной войны.
Окончил Одесский институт инженеров водного транспорта (ныне Одесский национальный морской университет).
С 1946 года — на хозяйственной работе.
В 1946—1996 гг.:
- ответственный работник морского флота СССР,
- капитан дальнего плавания,
- заместитель начальника пароходства по кадрам,
- начальник Мурманского порта,
- главный инженер ВОРП,
- инструктор ЦК КПСС,
- заместитель, первый заместитель министра морского флота СССР.

Умер в Москве в 1997 году.

## Награды и звания
- Государственная премия СССР в области техники (1979 год; в составе коллектива) — за создание и внедрение автоматических сцепных средств для толкания судов и большегрузных составов на реках, озёрах и водохранилищах в условиях качки и волнения;
- Государственная премия СССР в области техники (1985 год; в составе коллектива) — за создание и внедрение в Мурманском порту технологического автоматизированного комплекса по перегрузке апатита;
- Заслуженный работник транспорта РСФСР.